# Pseudogastromyzon
Pseudogastromyzon es un género de peces de la familia Balitoridae en el orden de los Cypriniformes.

## Especies
Las especies de este género son:
- Pseudogastromyzon buas
- Pseudogastromyzon changtingensis Y. S. Liang, 1942
- Pseudogastromyzon cheni Y. S. Liang, 1942
- Pseudogastromyzon daon
- Pseudogastromyzon elongatus
- Pseudogastromyzon fangi (Nichols, 1931)
- Pseudogastromyzon fasciatus (Sauvage, 1878)
- Pseudogastromyzon laticeps Yi-Yu Chen & C. Y. Zheng, 1980
- Pseudogastromyzon lianjiangensis C. Y. Zheng, 1981
- Pseudogastromyzon loos
- Pseudogastromyzon maculatum
- Pseudogastromyzon meihuashanensis S. Q. Li, 1998
- Pseudogastromyzon myersi Herre, 1932 (Sucker-belly loach)
- Pseudogastromyzon peristictus C. Y. Zheng & J. P. Li, 1986